# Mount Marshall Shire
Mount Marshall Shire är en kommun i Australien. Den ligger i delstaten Western Australia, omkring 270 kilometer nordost om delstatshuvudstaden Perth. Antalet invånare är 471.
Följande samhällen finns i Mount Marshall:
- Beacon
- Bencubbin
- Wialki
- Gabbin

Omgivningarna runt Mount Marshall är i huvudsak ett öppet busklandskap. Trakten runt Mount Marshall är nära nog obefolkad, med mindre än två invånare per kvadratkilometer. Genomsnittlig årsnederbörd är 338 millimeter. Den regnigaste månaden är januari, med i genomsnitt 43 mm nederbörd, och den torraste är december, med 13 mm nederbörd.